# 超大国

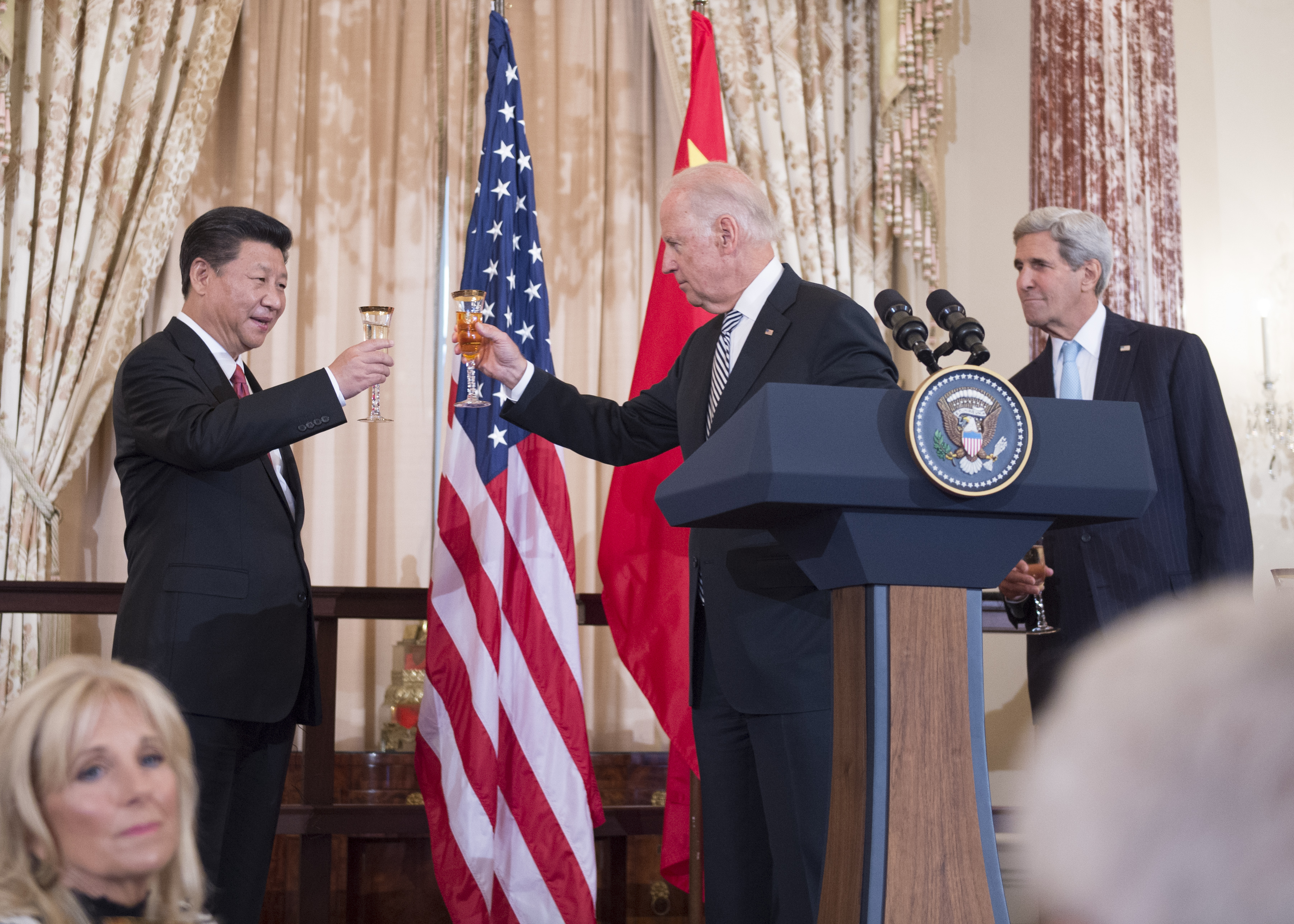
2012年2月、アメリカ合衆国のワシントンD.C.で行われた新冷戦時代のライバル超大国のリーダー、ジョー・バイデン大統領(当時は副大統領)と習近平総書記(当時は国家副主席)の会談。

超大国（ちょうたいこく、英: superpower）とは、世界規模で影響力を行使したり戦力投射したりする広範な能力を特徴とする、支配的な地位を持つ国家である。これは政治力・経済力・軍事力・技術力・文化力に加え、外交力やソフトパワーによる影響力を組み合わせることで実現する。伝統的に、超大国は大国の中でも突出した存在である。
最初は第二次世界大戦中の1944年に、アメリカ・イギリス・ソ連に初めて適用された。冷戦中に大英帝国が崩壊し、米国とソ連は世界を支配するようになった。冷戦が終結し、1991年にソ連が解体された後は、米国のみが超大国であるとされた。
2010年代以降には、中国の経済・軍事・技術・外交・ソフトパワーの影響力が増大し、世界の新興超大国とみなされるようになった。インド太平洋地域における戦力投射を測定する『Lowy Institute Asia Power Index』では、8つのパワー指標のほぼすべてにおいて中国と米国が大きな影響力を持っていることを理由に、両国を超大国としている。中国は経済的資源・将来的資源・経済的関係・外交的影響力・文化的影響力の五つの指標で米国に次ぐ2位に立ち、軍事力は米国やロシアに次ぐ第3位となることから、世界第二の超大国としての地位を確立している。

## 語源

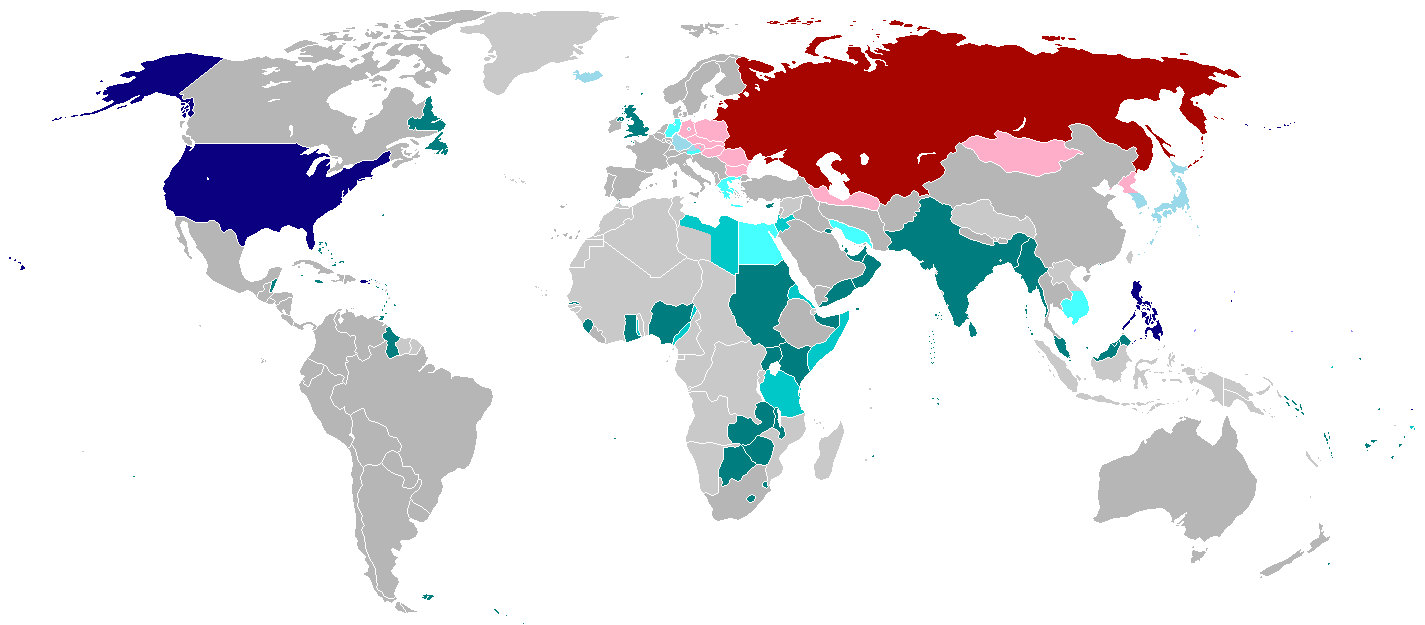
1945年の世界地図。ウィリアム・T・R・フォックスによると、アメリカ（青）、ソ連（赤）、大英帝国（鴨の羽色）が超大国であった

この言葉は、1944年という早い時期に、大国以上の地位にある国を指す言葉として使われていたが、具体的な意味を持つようになったのは、第二次世界大戦後の米国と、ソビエト連邦に関してであった。これは、米国とソ連が世界の政治に大きな影響力を持ち、軍事的にも優位に立てることを証明したからである。
現在の政治的な意味を持つこの言葉は、オランダ系アメリカ人の戦略地政学者であるニコラス・スパイクマンが、1943年に行った一連の講演で、戦後の新しい世界秩序の可能性について作ったものである。その内容は、大英帝国と米国が世界の平和と繁栄に欠かせない比類なき海洋世界の覇権を主に言及したもので、これが『平和の地理（The Geography of the Peace）』という本の基礎となった。
超大国という言葉は、第二次世界大戦後の一流国家を指す一般的な表現のほかに、一部の作家が口語的に、古代の傑出した大帝国や中世の大国を回顧的に表現するために使用しているが、これにはチャンネル5（英国）のドキュメンタリー番組『ローマ：世界初の大国（Rome: The World's First Superpower）』や、『新ケンブリッジ中世史（The New Cambridge Medieval History）』で「もう一つの超大国、サーサーン朝ペルシャ」と言及されている。

## 定義

米国の軍事基地や施設がある国は、今でも超大国の軍事的投射の代表的な例である

超大国とは何かについての合意された定義は存在せず、情報源によって異なる場合がある。しかし、すべての超大国の定義に共通する基本的な特徴は、国家権力の7つの側面、すなわち地理、人口、経済、資源、軍事、外交、ナショナル・アイデンティティで圧倒している国または国家であるということである。
アリス・ライマン・ミラーの定義によれば、超大国とは「世界のどこにでも、場合によっては複数の地域に支配力と影響力を及ぼす能力を持ち、世界の覇権を握ることができる国」であるという。
ポール・デュークス教授の意見では、「超大国は、世界を破壊する可能性を含む世界戦略を行うことができ、膨大な経済力と影響力を持ち、普遍的なイデオロギーを提示することができなければならない」としている。しかし、「この基本的な定義には多くの修正が加えられるかもしれない」。
ジューン・テューフェル・ドレイヤー教授によれば、「超大国は、ソフト・ハードを問わず、その力をグローバルに投射できなければならない」という。
ユーラシアグループ代表のイアン・ブレマー博士は、著書『スーパーパワー：世界におけるアメリカの役割に関する3つの選択肢（Superpower: Three Choices for America's Role in the World）』の中で、超大国とは「軍事力、政治力、経済力を十分に発揮して、世界のあらゆる地域の国々を説得し、他の方法では取らないような重要な行動を取らせることができる国」であると主張している。
ライマン・ミラーによれば、「超大国の地位を構成する基本的な要素は、政治力・経済力・軍事力・文化力（あるいは政治学者ジョセフ・ナイが「ソフトパワー」と呼んだもの）の4つの力の軸に沿って測ることができる」という。
カナダ・クイーンズ大学のキム・リチャード・ノザルの意見では、「一般的にこの言葉は、大陸規模の国土を占め、（少なくとも他の大国と比較して）かなりの人口を有し、食料や天然資源の豊富な自給を含む優れた経済力を持ち、国際交流に高度な非依存性を享受し、そして最も重要なことには、十分に発達した核戦力（最終的には通常、第二次攻撃能力と定義される）を持つ政治共同体を意味するものとして使用されていた」とのことである。

## 歴史

### 第二次世界大戦後

#### 米英ソ三極体制
その1年後の1944年、アメリカの外交政策学者であるウィリアム・フォックスは、『超大国：米国、英国、ソビエト連邦—平和への責任（The Superpowers: The United States, Britain and the Soviet Union - Their Responsibility for Peace）』という本の中で、この概念を詳しく説明している。フォックスは「スーパーパワー」という言葉を使って、当時の戦争が示すように、国家が地球規模で互いに挑戦し、戦うことが可能な世界において、最高の地位を占めることができる新しいカテゴリーのパワーを示した。彼によると、当時の超大国は、アメリカ、ソ連、イギリスの3カ国であった。
大英帝国は世界史上最も大規模な帝国であり、世界の人口の25％に影響力を持ち、地球の総面積の約25％を支配していたため、超大国の筆頭と考えられていた。一方、アメリカとソ連は第二次世界大戦前から大戦中にかけて勢力を伸ばしていた。

#### イギリスの退却
イギリスは第二次世界大戦後、政治的・財政的・植民地的に深刻な問題に直面し、ソ連やアメリカのパワーにはかなわなくなる。
最終的に、英国の帝国は20世紀の間に徐々に崩壊し、世界的なパワー・プロジェクションは激減した。1956年のスエズ危機は、2度の世界大戦で経済的に弱体化したイギリスは準備通貨の兌換性を政策の中心目標として犠牲にすることが無く、新たな超大国と対等に外交政策を追求することができないことを示唆していた。

### 冷戦

この地図は、1980年の冷戦時代に、2つの世界の領域を示している。
NATO 加盟国
その他のNATOおよび米国の同盟国×反共主義のゲリラ
ワルシャワ協定加盟国
ソ連とワルシャワ条約を結んだ社会主義国
その他のソビエト連邦の同盟国×共産主義ゲリラ
ソ連やワルシャワ条約国と同盟を結んでいない社会主義国
ソビエト連邦およびワルシャワ条約機構と同盟していない社会主義国
中立国×その他の紛争

#### 米ソ二極体制
第二次世界大戦の大半が米国の国境から遠く離れて戦われたため、米国は、ヨーロッパやアジアの国々が戦時中に経験したような産業破壊や大量の民間人の死傷者を出すことはなかった。第二次世界大戦によって、米国は世界最大の長期債権国、主要な物資供給国としての地位を強化し、さらに強力な産業・技術インフラを構築して、軍事力を世界の主要な地位へと大きく前進させた。
多国籍連合や立法機関（国際連合など）の設立を試みたものの、超大国間では戦後の世界のあり方について全く異なるビジョンを持っていることが次第に明らかになり、1947年に英国がギリシャへの援助を取りやめた後は、米国が冷戦の中でソビエトの膨張を抑えるために主導権を握ることになった。
両国はイデオロギー的・政治的・軍事的・経済的に対立していて、ソ連はマレ主義・計画経済・一党独裁のイデオロギーを推進し、そ一方、米国は自由民主主義・資本主義・市場経済・自由市場のイデオロギーを推進していた。このことは、ワルシャワ条約機構とNATOの軍事同盟にも反映されており、ヨーロッパのほとんどの国がアメリカかソ連のどちらかと同盟を結ぶことになった。これらの同盟は、以前の多極化した世界とは対照的に、これら2つの国が新たに出現した二極化した世界の一部であることを意味していた。
冷戦時代は2つのブロックだけ、あるいは2つの国だけで回っていたという考えは、冷戦後の学者の中には、2つの超大国のどちらからも影響を受けずに起こった様々な動きや紛争を無視した場合にのみ、二極世界が存在すると指摘する人もいる。さらに、超大国間の紛争の多くは代理戦争であり、冷戦時代の標準的な対立関係よりも複雑な問題を含んでいることが多かった。
ソ連とアメリカは、次のような点で超大国の基準を満たしていた。
|          | アメリカ合衆国 | ソビエト連邦 |
| -------- | --- | --- |
| 人口統計 | 1990年の人口は2億4,870万人で、当時は中国、インド、ソビエト連邦に次ぐ地球上で4番目に多い人口であった。 | 1989年の人口は2億8,670万人で、中国とインドに次ぐ地球上で3番目に多い人口であった。 |
| 地理     | 世界で3番目または4番目に大きい国で、面積は9,630,000 km 2（3,720,000平方マイル）であった。 | 世界最大の州（実際には連邦の 超国家）で、表面積は22,270,000 km 2（8,600,000平方マイル）であった。 |
| 経済     | 1990年のGNPは5.2兆ドル（2019年での10.2兆ドルに相当）。世界最大の経済大国である。1979年以降、所得格差の拡大もあったが、顧客の需要に応じて生産量が決まる需要と供給に基づく資本主義市場経済論。巨大な産業基盤と、大規模で近代化された農業。大量の輸入と輸出 鉱物、エネルギー資源、金属、木材などの豊富な資源。多くの製造業製品を入手できる高い生活水準。数多くの大規模なグローバル企業の本拠地である。ブレトン・ウッズ会議により、米ドルが世界の主要な基軸通貨となった。G7に加盟している。マーシャル・プランなどで同盟国の経済を支援。 | 1990年のGNPは2.7兆ドル（2019年での5.3兆ドル相当）。世界第2位の経済規模。膨大な鉱物エネルギー資源と燃料の供給。農業などの資源不足に悩まされたが、最小限の輸入品で概ね自給していた。大規模な工業生産は、中央集権的な国家機関によって指導されており、非効率性が高い。経済的目標を達成するために5カ年計画が頻繁に用いられた。雇用保証、医療費無料、教育費無料などの経済的利益が社会のあらゆるレベルで提供された。ソ連の平均寿命や医療の一部の指標は米国を上回っていたが、西欧先進国の水準を下回ることが多かった。経済は中欧・東欧の衛星国と結びついている。 |
| 政治     | 立法府、行政、司法の間で行われる複雑な抑制と均衡システムを持つ、強力な三権分立の大統領制を採用したリベラルな立憲共和国。合衆国議会の立法権は、文書化された憲法と連邦政府の性質によって制限されていた。専門の憲法裁判所がないにもかかわらず、法律の司法審査は、判例により最高裁判所に委ねられている。大統領は国家元首であると同時に政府の長でもあり、その内閣は議会の信任を得る必要はありなかった。国民の選挙は、2年に1度の連邦議会選挙のみであった。しかし、4年に1度の大統領選挙は、事実上、選挙人団による間接選挙から、重み付けされているとはいえ、直接選挙に変更された。民主党と共和党の二大政党制。国連安全保障理事会の常任理事国であり、2つの同盟国（フランスとイギリス）とともに存在する。 | 強力なマルクス・レーニン主義国家で、大規模な秘密警察組織を持ち、立法府の信任を得ることを主眼とした行政府と司法の牽制機能を持つ、強力な権力融合型の準議会制度の下で組織されている。書かれた憲法と名目上の連邦制にもかかわらず、司法審査権を持つ裁判所がないため、最高ソビエトは事実上の議会主権を享受していた。正式な大統領職が存在しないため、常任理事会が集団的な国家元首の役割を果たしていた。国民レベルの一般選挙は、2年に1度の最高ソビエト連邦選挙のみで、事前に選ばれた候補者に対するイエス・ノーの投票であった。しかし、1989年の抜本的な政府改革により、競争制の選挙、直接選挙で選ばれる行政長官、憲法裁判所が導入され、いずれも既存の制度とは初歩的な三権分立がなされた。一党制で、共産党が制度的に権力を独占している。国連安全保障理事会の常任理事国。 |
| 外交関係 | 西ヨーロッパ、ラテンアメリカのいくつかの国、英連邦、いくつかの東アジア諸国、イスラエルとの強い結びつき。世界中の自由民主主義と反共主義独裁を支持した。 | 中央および東ヨーロッパ、ラテンアメリカの国々、東南アジアおよびアフリカとの強い結びつき。また、1961年まで中国と同盟を結んでいた。世界中のマルクス・レーニン主義国を支援した。 |
| 軍事     | 世界一の軍事費。世界最大の海軍は次の13カ国の海軍の合計を上回り、陸軍と空軍はソビエト連邦にも匹敵する。世界各地に基地を保有。特にワルシャワ条約加盟国を中心に西・南・東の三方に不完全な環状の基地を保有している。冷戦の前半では、世界最大の核兵器を保有していた。西ヨーロッパの強力な軍事同盟国で、独自の核戦力を保有していること。諜報機関とのグローバルな情報ネットワーク 発展途上国の準軍事組織やゲリラ組織との連携。先進国の同盟国とともに、防衛関連企業を通じた世界市場向けの大規模な兵器生産。 | 世界最大のアメリカを超える陸軍と空軍、及び世界第2位の海軍を保有。世界各地に基地を保有。冷戦の後半には世界最大の核兵器を保有した。ワルシャワ条約の創設者。東欧の軍事同盟・ワルシャワ条約機構の中核であり、アメリカに並ぶ核戦力を保有していた。中・東欧に衛星国のほか、アジアの同盟国もあり影響力を持つ。GRUやKGB第一部長とのグローバルな情報ネットワーク。発展途上国の準軍事組織やゲリラ組織とのつながり。大規模な武器産業の生産と世界的な流通 |
| メディア | 憲法で言論の自由と報道の自由が保障されているが、冷戦が続いたためにある程度の検閲が行われており、特にベトナム戦争や第二次赤狩りの際には検閲が最も厳しくなった。 | 憲法で保障されている言論の自由と報道の自由は、市民の義務を果たすことと、政府の利益に合致することの両方を条件としており、事実上の死文化となっている。報道は明確にコントロールされ、検閲された。 すべての国の労働者が団結して、資本主義社会とブルジョワジーの独裁と呼ばれる社会を打倒し、すべての生産手段を公有化する社会主義社会に置き換えるべきだという社会主義の理想を、プロパガンダを使って推進した。 |
| 文化     | 音楽、文学、映画、テレビ、料理、アート、ファッションなど、豊かな伝統と世界的な文化的影響力を持つ。 | 文学、映画、クラシック音楽、バレエなどの豊かな伝統がある。 |

#### ソ連崩壊

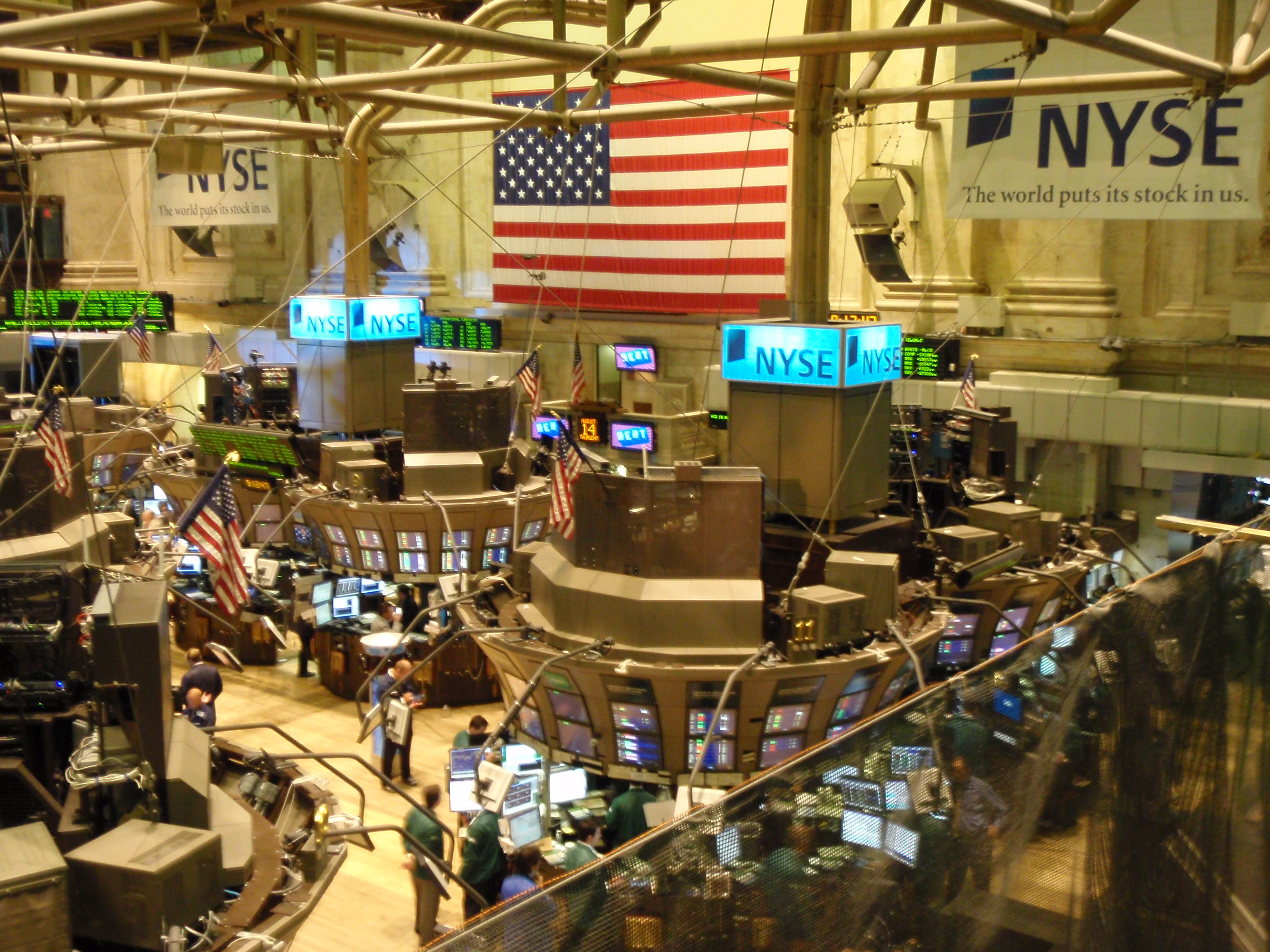
ニューヨーク証券取引所のトレーディングフロア（大きな名目GDPや世界の準備通貨などの経済力はハードパワーの投射における重要な要素）

1991年にソ連の崩壊後、米国が唯一の超大国として残り、一極集中型の世界であると考えられ 米国に「極超大国（hyperpower）」という言葉が使われるようになった。この言葉は、1990年代後半にフランスのユベール・ヴェドリーヌ外相が広めたものであるが、アメリカをこのように分類することの妥当性には議論がある。
この理論に反対する著名な人物として、サミュエル・P・ハンティントンがおり、彼はこの理論を否定して多極的な勢力均衡を支持している。ヘンリー・キッシンジャーのような国際関係論者は、西ヨーロッパや日本など、かつてアメリカが支配していた地域にはソ連の脅威がもはや存在しないため、冷戦終結後、アメリカの影響力は低下しているにすぎないとしている。なぜなら、そのような地域はもはや保護を必要とせず、アメリカと必ずしも似たような外交政策をとらないからである。

### 冷戦後

#### 多極体制
1999年、サミュエル・P・ハンティントンは、「米国はもちろん、経済・軍事・外交・イデオロギー・技術・文化など、パワーのあらゆる領域で卓越している唯一の国家であり、世界のほぼすべての地域で自国の利益を促進するためのリーチと能力を持っている」と書いた。しかし、ハンチントンは、世界が一極化しているという主張を否定した。「現在、超大国は1つしかない。しかし、だからといって世界が一極化しているわけではない」とし、「1つの超大国と複数の大国からなる一極多極システムという奇妙なハイブリッド」と表現した。さらに、「ワシントンは、冷戦終結時のような支配力をもはや享受できないという事実に気付いていない。超大国ではなく大国として国際政治のゲームを学び直し、妥協しなければならない」と述べている。
専門家の間では、このような古い単一超大国による世界政治の評価は、現在の発展段階にある欧州連合を分類するのが難しいこともあり、単純化しすぎているという意見がある。また、複雑な世界経済の相互依存関係を考慮すると、超大国という概念は時代遅れだと主張し、世界は多極化していると提案する人もいる   。
米国国家情報会議が2012年に発表したレポートでは、米国の超大国としての地位は2030年までに低下し、単に対等な立場にあるだけになるだろうと予測しているが、様々な分野での影響力や、当時の地域的大国が及ばないような世界的なつながりがあるため、米国は世界で最も強力な国の一つであり続けるだろうとしている。さらに、一部の専門家は、米国が将来的に超大国の地位を完全に失う可能性を示唆している。その理由として、世界の他の国々に対する力の低下、経済的困難、ドルの下落、冷戦時代の同盟国の米国への依存度の低下、世界各地での未来の大国の出現などの憶測を挙げている   。また、米国は最も近い競争相手である中国の4倍の富と5〜6倍の軍事力を持ち、すぐには乗り越えられないリードを持っていると指摘する人もいる。

#### 中露の緊密化

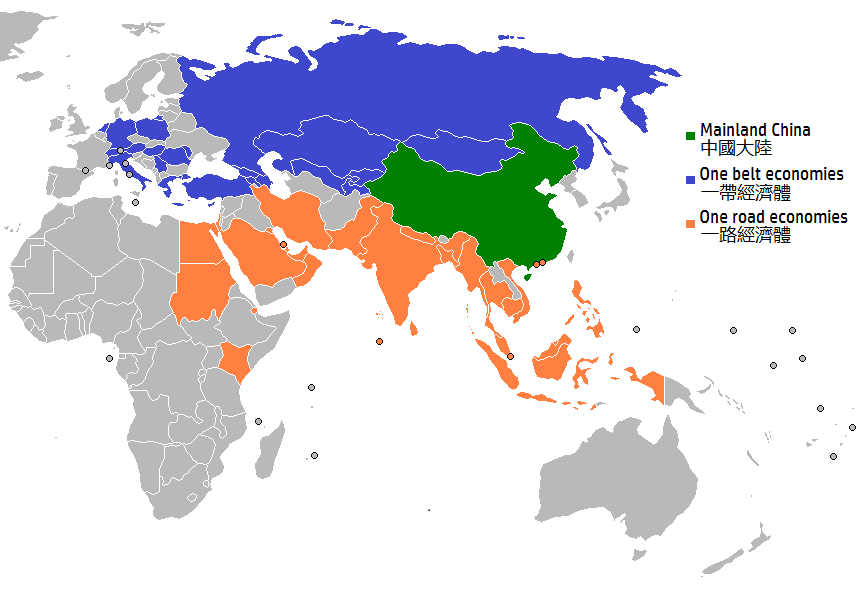
中国の経済的優位性と野心の象徴であり、経済的超大国の投影の例とみなされている巨大な経済貿易ルートである「一帯一路イニシアチブ」

米国の外交官ジェームズ・ドビンズ、ハワード・J・シャッツ教授、政策アナリストのアリ・ウィンによるランド研究所の論文によると、一極集中型の世界秩序が崩壊した場合、ロシアは米国と同等の競争相手ではないものの、世界情勢を悪化させるプレーヤーであり、潜在的なならず者国家であることに変わりはない。
欧米は、ソ連との冷戦時代に採用したような方法でロシアを封じ込めることができるだろうが、欧米の同盟関係や政治体制を不安定にしようとするロシアの公然とした、あるいは隠然とした努力によって、それが試されることになるだろう。

#### 中国の肥大化
一方、中国は米国の2020世代以降の競争相手であるが、西側諸国が米中貿易戦争や開発途上国の資格解消などの手で中国を封じ込めることはすでに完全失敗している。

#### 米中二極体制と新冷戦
米中二極体制（べいちゅうにきょくたいせい）とは、超大国であるアメリカ合衆国と超大国になりつつある中華人民共和国、中国の裏側に支持するロシアの間の両極体制である。
世界を二分している勢力として、アメリカの政界は世界中の問題を平和的な手段で解決し、再び冷戦に陥らないようにするために、三国の関係を親しもうの提言を出したが、ロシアの2022年のウクライナ侵攻により平和への努力は白紙化されてしまった。今の世界は「米国対中国」の構築の下で、本格的な戦争段階に突入してきた。
|                    | アメリカ合衆国 | 中華人民共和国                                                                                          | ロシア連邦                                                                                              |
| ------------------ | --- | --- | --- |
| 人口               | 3億2906万4900人 （世界第3位） | 14億1千26万人 （世界第2位）                                                                             | 1億4587万2300人 （世界第9位）                                                                           |
| 面積               | 962万8千m2 （世界第3位） | 960万m2 （世界第4位）                                                                                   | 1710万m2 （世界第1位）                                                                                  |
| 名目総GDP          | 25兆351億6400万米ドル （世界第1位） | 18兆32億1197万米ドル （世界第2位）                                                                      | 2兆1330億9200万米ドル （世界第10位）                                                                    |
| 1人当たりGDP       | 7万6079米ドル （世界第6位） | 1万25米ドル （世界第68位）                                                                              | 1万4623米ドル （世界第65位）                                                                            |
| 通貨               | アメリカ・ドル（基軸通貨） | 中国人民元（基軸通貨）                                                                                  | ロシア・ルーブル                                                                                        |
| 首都               | ワシントンD.C. | 北京市                                                                                                  | モスクワ                                                                                                |
| 人口最多の都市     | ニューヨーク | 上海市                                                                                                  | モスクワ                                                                                                |
| 特別自治地域や属領 | ハワイ州・アラスカ州・プエルトリコ | 香港・マカオ・チベット・ウィグル・内モンゴル                                                            | サンクトペテルブルク・極東軍管区                                                                        |
| 施政の原則         | 民主主義-多元論-個人主義-人種のるつぼ-自由主義 | 独裁主義-無神論-集団主義-一つの中国-中華思想                                                            | 独裁主義-一元論-集団主義-ロシア統一論                                                                   |
| 主要な価値観・思想 | 信教の自由-報道の自由-消費主義-快楽主義 | 習近平思想-鄧小平理論-科学的発展観-社会主義核心価値観                                                   | プーチン思想-東方正教会思想-大祖国戦争-国民保守主義                                                     |
| 政府権力の役割分担 | 地方分権-法治社会-差別禁止-州法 | 中央集権-人治社会-個人崇拝-政績評価系統                                                                 | 地方分権-人治社会-個人崇拝-政績評価系統                                                                 |
| 司法実行状況       | 地方分権-法治社会-差別禁止-州法 | 中央集権-人治社会-個人崇拝-政績評価系統                                                                 | 地方分権-人治社会-個人崇拝-政績評価系統                                                                 |
| 国全体の社会環境   | 銃社会-人権尊重-福祉国家-ポリコレ-アメリカン・ドリーム | 監視社会-自己検閲-警察国家-戸籍決定論-中国の夢                                                          | 監視社会-自己検閲-警察国家-ホモフォビア-プロライフ                                                      |
| 経済・貿易体制     | 資本主義-民営化-自由貿易-プライバシー権利 | 市場経済-国有化-改革開放-中国特色社会主義                                                               | 資本主義-寡頭制-閉鎖経済-関税同盟                                                                       |
| 外交手段・対外態度 | 人道援助-新自由主義-経済制裁-アメリカ帝国主義 | 覇権主義-戦狼外交-世界革命論-社会帝国主義                                                               | 覇権主義-国家主義-ロシア愛国主義-ロシア帝国主義                                                         |
| 国体と官僚制度     | 民主共和制-連邦共和国-大統領制-エリート制 | 戦区制-社会主義共和国-党総書記制-特権官僚制                                                             | 威権制-連邦共和国-半大統領制-二頭政治                                                                   |
| 政党と選挙制度     | 二大政党制-アメリカ選挙人団-政権交代-完全普通選挙 | 一党独裁制-傀儡政党制-人民民主独裁-民主集中制                                                           | 複数政党制-傀儡政党制-政権交代-完全普通選挙                                                             |
| 現与党             | 共和党（2年ごとに改選） | 中国共産党（憲法上の永久与党）                                                                          | 統一ロシア（不定期に改選）                                                                              |
| 立法府             | アメリカ合衆国議会 | 全国人民代表大会                                                                                        | ロシア連邦議会                                                                                          |
| 司法府             | アメリカ合衆国最高裁判所 | 中国最高人民法院                                                                                        | ロシア最高裁判所                                                                                        |
| 中央政府           | アメリカ合衆国連邦政府 | 中国中央人民政府                                                                                        | ロシア連邦政府                                                                                          |
| 与党の最高機構     | アメリカ合衆国連邦政府 | 中国共産党政治局常委会                                                                                  | ロシア連邦政府                                                                                          |
| 最高指導者         | アメリカ大統領：ドナルド・トランプ | 中国共産党総書記：習近平                                                                                | ロシア大統領：ウラジーミル・プーチン                                                                    |
| 国家元首           | アメリカ大統領：ドナルド・トランプ | 中国国家主席：習近平                                                                                    | ロシア大統領：ウラジーミル・プーチン                                                                    |
| 軍隊の最高責任者   | アメリカ大統領：ドナルド・トランプ | 中国共産党軍事委員会主席：習近平                                                                        | ロシア大統領：ウラジーミル・プーチン                                                                    |
| 副元首             | 副大統領：J・D・ヴァンス | 国家副主席：韓正                                                                                        | 無し |
| 首相               | 無し | 首相：李強                                                                                              | 首相：ミハイル・ミシュスチン                                                                            |
| 現政権             | 第2次トランプ政権 | 習政権                                                                                                  | タンデム体制                                                                                            |
| 現内閣             | 第2次トランプ内閣 | 李強内閣                                                                                                | ミハイル・ミシュスティン内閣                                                                            |
| 公用語             | 無し（事実上は英語） | 普通話（標準中国語）                                                                                    | ロシア語                                                                                                |
| 宗教               | 77% キリスト教、18% 無宗教 2% ユダヤ教、1% 仏教、1% イスラム教、1% その他 | 73.5% 無神論・無宗教および中国民間宗教 15% 仏教、7.6% 道教、2.5% キリスト教、1.4% イスラム教            | 71% キリスト教、15% 無宗教 10% イスラム教、4% その他                                                    |
| 人種や民族構成     | 白人系アメリカ人 ラテン系アメリカ人、アフリカ系アメリカ人 アジア系アメリカ人、混血アメリカ人 ネイティブ・アメリカン、アラブ系アメリカ人 ヒスパニック及びまたは太平洋諸島に住むアメリカ人 | 漢民族 満洲人、モンゴル人、チベット人、ウイグル人 その他は中国の少数民族を参照                          | ロシア人 ヴォルガ・タタール人、ウクライナ人、ベラルーシ人                                               |
| 建国時間           | 1783年（独立から-約242年） アメリカ合衆国の成立（イギリスから独立） | 1949年（建国から‐約76年） 中華人民共和国開国大典（自己宣言）                                            | 1991年（独立から-約34年） ベロヴェーシ合意（ソ連の解体より国として復活）                                |
| 建国者             | ジョージ・ワシントン | 現政権は毛沢東、国は始皇帝                                                                              | 現政権はボリス・エリツィン、国はピョートル1世                                                           |
| 国家軍隊の名称     | アメリカ軍 | 中国人民解放軍                                                                                          | ロシア連邦軍                                                                                            |
| 毎年の軍事費       | 約6490億米ドル （世界第1位） | 約2500億米ドル （世界第2位）                                                                            | 約617億米ドル （世界第3位）                                                                             |
| 軍事力             | 世界第1位の軍事科学を保有 世界第2位の陸軍人数を保有 世界第1位の海軍艦数を保有 世界第1位の空軍機数を保有 全世界に米軍基地を設置                                                           | 世界第3位の軍事科学を保有 世界第1位の陸軍人数を保有 世界第3位の海軍艦数を保有 世界第3位の空軍機数を保有 | 世界第2位の軍事科学を保有 世界第4位の陸軍人数を保有 世界第2位の海軍艦数を保有 世界第2位の空軍機数を保有 |
| 核ミサイル数       | 6450個 （世界第2位） | 500個 （世界第3位）                                                                                     | 7000個 （世界第1位）                                                                                    |
| 核兵器保有量       | 6450個 （世界第2位） | 500個 （世界第3位）                                                                                     | 7000個 （世界第1位）                                                                                    |
| 国力               | 世界第1位の超大国 | 世界第2位の超大国                                                                                       | 世界第2位の軍事大国                                                                                     |
| 外交の影響力       | NATOの盟主 G7の盟主 UKUSA協定の盟主 米州機構の盟主 OECDの加盟国 国連安保理の常任理事国                                                                                                   | BRICSの加盟国 一帯一路の盟主 上海協力機構の盟主 非同盟運動 国連安保理の常任理事国                       | BRICSの加盟国 独立国家共同体の盟主 ユーラシア経済連合の盟主 上海協力機構の加盟国 国連安保理の常任理事国 |

## 潜在的超大国

現在の超大国である米国と、超大国になる可能性のある様々な学術的支援を受けている政治的組織を示した地図:
中華人民共和国
欧州連合
インド
ロシア連邦
米国

「潜在的超大国」という言葉は、21世紀にいくつかの政治的主体が超大国の地位を獲得する可能性について、学者やその他の有識者によって適用されている。中国・欧州連合（EU）・インド・ブラジル・ロシアは、その巨大な市場・増大する軍事力・経済的潜在力・国際情勢における影響力から、21世紀に超大国の地位を獲得する可能性があると最も多く言及されている政治的主体のひとつである。
2020年、UBSの新しい調査によると、世界の投資家の57％が、2030年までに中国が米国に代わって世界最大の超大国になると予測していた。しかし、多くの歴史家や作家、評論家は、これらの国のいずれかが新たな超大国として台頭してくるかどうか疑問を呈している。政治学者やその他のコメンテーターの中には、これらの国々は潜在的な超大国ではなく、単に新興大国なのではないかと指摘する人さえいる。
このような予測の記録は完璧ではない。例えば1980年代には、当時の日本のGDPの大きさと比較的多く尚且つ教育水準の高い人口、経済成長率の高さから、日本が超大国になると考える論者もいた。しかし1991年に経済が低迷し、「失われた時代」と呼ばれる長期の経済停滞に見舞われ、特に21世紀以降は少子高齢化の進行も相まって、日本の経済力の世界シェアは相対的に低下した。結果的に、「日本が超大国化する」という予測はもはや過去のエピソードとなったと言える。ただし、依然として日本は世界の上位5カ国に入る経済力を誇り、またG7の一員でもあり、大国の地位は維持している。